# Dunavska vaterpolska liga
Dunavska vaterpolska liga, odnosno Danube Water Polo League (DWPL), ponekad skraćeno Dunavska liga, odnosno Danube League
Jedan od osnivača Lige je Balazs Kis.
Prva sezona natjecanja bila je 2018./19.
Prve utakmice prvog izdanja regionalne lige odigrane su 20., 21. i 22. prosinca 2018. u Szentesu.
Liga se održava u formatu 2 do 4 "kvalifikacijska" turnira i završnog turnira.

## Popis klubova koji su sudjelovali (2018./19. – 2023./24.)
U zagradi je godina prvog sudjelovanja.
Poredani abecedno prvo po sjedištu kluba pa zatim po nazivu, preskačući oznaku vrste kluba.
ugašeni klubovi
Napomena: U izvorima se neki klubovi navode pod različitim nazivima ili inačicama naziva (uglavnom neovisnih o sponzorstvu) - ovdje su navedeni svi takvi nazivi.
Češka
- Asten Johnson Fezko Strakonice, Strakonice (2022./23.)

Hrvatska
- VK Jadran Split, Split (2021.)
- ŽAVK Mladost, Zagreb (2021.)

Izrael
- Hapoel Yoqneam, Yoqneam (2021.)

Mađarska
- BVSC / BVSC Zugló, Budimpešta (2022./23.)
- DFVE / Dunaújvárosi FVE, Dunaújváros (2021.)
- Egri VK / ZF Eger, Eger (2018./19.)
- Szentesi VK / Valdor Szentes / Hungerit Szentes, Szentes (2018./19.)

Njemačka
- Spandau 04, Berlin (2022./23.)

Rumunjska
- Rapid București Waterpolo, Bukurešt (2018./19.)
- Steaua București, Bukurešt (2019./20.)
- VK WPA București / WPA București, Bukurešt (2021./22.)

Slovačka
- ŠG Olympia / WC Košice, Košice (2019./20.)

Srbija
- ŽVK Crvena zvezda, Beograd (2018./19.)
- VK Palilula, Beograd (2018./19.)
- ŽVK Partizan, Beograd (2022./23.)
- VKD Taš 2000, Beograd (2021./22.)
- VK Vojvodina, Novi Sad (2018./19.)
- VK Spartak, Subotica (2023./24.)

Velika Britanija
- Great Britain (GBR) Universiade Team / Great Britain (GBR) Development Team (2021./22.)

## Izdanja
Kazalo
* U zagradi je broj klubova, odnosno država, koji je inicijalno trebao sudjelovati u Ligi; izbačeni ili odustali.
| Lokacija završnog turnira | Godina    | Broj * država | Broj * klubova | Broj * klubova | Prvaci           | rez. | #2                  | #3             | #4                    | #1 nakon osnovnog dijela | Ref                                                                                 |
| Lokacija završnog turnira | Godina    | Broj * država | liga           | doigr.         | Prvaci           | rez. | #2                  | polufinalisti  | polufinalisti         | #1 nakon osnovnog dijela | Ref                                                                                 |
| ------------------------- | --------- | ------------- | -------------- | -------------- | ---------------- | ---- | ------------------- | -------------- | --------------------- | ------------------------ | ----------------------------------------------------------------------------------- |
| Nepoznata kratica »«      | 2024./25. |               |                |                |                  |      |                     |                |                       |                          |                                                                                     |
| Nepoznata kratica »«      | 2023./24. | 3             | 5              |                |                  |      |                     |                |                       | Spandau 04 [7–0–0]       | [ 14 ] [ 15 ]                                                                       |
| Beograd                   | 2022./23. | 4             | 7              | 6              | BVSC             | 11:6 | Szentesi VK         | Vojvodina      | Spandau 04            | Szentesi VK [6–0–0]      | [ 16 ] [ 17 ] [ 18 ] [ 19 ] [ 20 ]                                                  |
| Novi Sad                  | 2021./22. | 6             | 9              | 8              | Szentesi VK      | 16:8 | ŠG Olympia          | Vojvodina      | Crvena zvezda         | Szentesi VK [15–0–1]     | [ 21 ] [ 22 ] [ 23 ] [ 24 ] [ 25 ] [ 26 ] [ 27 ]                                    |
| Szentes                   | 2021.     | 5             | 10             | 4              | DFVE             | 9:4  | ŽAVK Mladost        | Egri VK        | ŠG Olympia            | grupe A i B              | [ 28 ] [ 29 ] [ 30 ] [ 31 ] [ 32 ] [ 33 ] [ 34 ] [ 35 ] [ 36 ] [ 37 ] [ 38 ] [ 39 ] |
| Nepoznata kratica »«      | 2019./20. | 4             | 8              | 6              | Egri VK [10–0–0] | –    | Szentesi VK [8–0–1] | Steaua [7–0–3] | Crvena zvezda [4–1–6] |                          | [ 40 ] [ 41 ] [ 42 ]                                                                |
| Alba Iulia                | 2018./19. | 3             | 6              | 4              | Szentesi VK      | 21:9 | Egri VK             | Palilula       | Crvena zvezda         | Egri VK [8–0–2]          | [ 43 ] [ 44 ] [ 45 ] [ 46 ] [ 47 ] [ 48 ]                                           |

### Vječna ljestvica
zaključno sa izdanjem 2022./23. 
| Nepoznata kratica »« | Klub         | Sjedište    | Prvak | Drugi | TOP4 | Ostali nazivi; Napomene |
| -------------------- | ------------ | ----------- | ----- | ----- | ---- | ----------------------- |
|                      | Szentesi VK  | Szentes     | 2     | 2     | 4    |                         |
|                      | Egri VK      | Eger        | 1     | 1     | 3    |                         |
|                      | BVSC         | Budimpešta  | 1     | 0     | 1    |                         |
|                      | DFVE         | Dunaújváros | 1     | 0     | 1    |                         |
|                      | ŠG Olympia   | Košice      | 0     | 1     | 2    |                         |
|                      | ŽAVK Mladost | Zagreb      | 0     | 1     | 1    |                         |

## Nagrade
| Sezona    | MVP                   | Najbolji strijelac |
| --------- | --------------------- | ------------------ |
| 2024./25. | ()                    | ()                 |
| 2023./24. | ()                    | ()                 |
| 2022./23. | Alexa Gémes (BVSC)    | ()                 |
| 2021./22. | ()                    | ()                 |
| 2021.     | Csenge Szellak (DFVE) | ()                 |
| 2019./20. | ()                    | ()                 |
| 2018./19. | ()                    | ()                 |

## Dunavski kup
Dunavski kup (Danube Cup) održava se od 2020. i organizira ga DWPL.
Dunavski kup (Dunajský pohár) održava se od 1963. u Košicama.

## Vanjske poveznice
- DWPL
- DWPL 2  Arhivirana inačica izvorne stranice od 30. studenoga 2021. (Wayback Machine)